# Cybèle Schneider
Cybèle Schneider (* 13. Februar 1996) ist eine Schweizer Triathletin und Radsportlerin.

## Sportlicher Werdegang
Cybèle Schneider begann ihre sportliche Laufbahn als Triathletin. Sie war Mitglied des Wildcats Swiss Triathlon Team und hatte internationale Starts auf der Triathlon-Sprintdistanz (750 m Schwimmen, 20 km Radfahren und 5 km Laufen).
2015 wurde sie bei den Schweizer Junioren-Meisterschaften Vierte hinter Julie Derron.

### Bahnradsport seit 2018
Nach 2018 begann Schneider mit dem Bahnradsport. Beim Lauf des UCI Track Cycling Nations’ Cup 2021 in Sankt Petersburg belegte sie Rang sieben und im 500-Meter-Zeitfahren Rang zehn. 
Bei den UEC-Bahn-Europameisterschaften 2021 in Grenchen startete sie mit dem erstmals formierten Schweizer Vierer, der seinen zweiten Auftritt hatte. Der Vierer belegte Platz neun.